# Мишина, Татьяна Николаевна
Татьяна Николаевна Мишина (в девичестве Оленева, 16 июня 1954 года, Ленинград, СССР) — фигуристка из СССР, чемпионка СССР 1973 года в женском одиночном катании. Мастер спорта СССР. Супруга тренера по фигурному катанию Алексея Мишина.
Окончила ГДОИФК. Работает тренером по фигурному катанию. Известные ученики Татьяны Мишиной: Татьяна Андреева, Артур Гачинский, Андрей Лутай, Александр Петров, Андрей Лазукин, Софья Самодурова, Евгений Семененко. 

## Спортивные достижения
| Соревнования/Сезоны  | 1968—1969 | 1969-1970 | 1970—1971 | 1971—1972 | 1972—1973 | 1973—1974 |
| -------------------- | --------- | --------- | --------- | --------- | --------- | --------- |
| Чемпионаты Европы    |           |           |           |           | 14        |           |
| Чемпионаты СССР      | 6         |           | 4         | 2         | 1         | 2         |
| «Московские новости» |           |           |           |           | 3         | 5         |